# Каесі-ута
«Каесі-ута» або «ханка» (反 歌 = はんか), «пісня-відповідь» — несамостійний жанр японської поезії, своєрідний приспів, або рефрен, у вигляді п'ятивірша, який примикає до тьока (нагаута) і передає основну думку або головний емоційний акцент «довгої пісні»; іноді це просто відгук на зміст тьока, часом навіть у вигляді відповіді від іншої особи, яка відображає перекличку жіночого й чоловічого хору в обрядових хороводах. Каесі-ута може бути кілька, при чому різнохарактерних, але найчастіше буває один або два.
Каесі-ута використовував в своїй творчості Акахіто. Серед його «довгих пісень» особливо знаменита ода, присвячена священній горі Фудзі. І особливу, окрему славу знайшов відповідний цій оді рефрен — каесі-ута.
| рос. Когда из бухты Таго на простор Я выйду и взгляну перед собой,— Сверкая белизной, Предстанет в вышине Вершина Фудзи в ослепительном снегу! |

Приклади каесі-ута яскраво представлені в антології «Манйосю». Серед них — нагаута Отомо но Якамоті з двома доповнюючими каесі-ута, уривки із збірника Какіномото но Хітомаро та ін.
| рос. О, прекрасная страна, Где колосья счастья есть И поля из тростника. О, прекрасная страна, Что божественной слывет И где жалоб нет богам. О, пусть так, по все равно Я взываю к небесам, И молю я об одном: Счастлив будь в своем пути, Счастье пусть несут слова! Если счастлив будешь ты И вернешься без беды, Значит, встретимся с тобой, Даже пусть встает волна Возле диких берегов! И как волны сотни раз, Много, много тысяч раз Набегают на песок, Так же беспрестанно я, Беспрестанно, Без конца Я взываю к небесам, Я взываю к небесам! Каэси-ута О прекрасная страна На простертых островах! То Ямато, где слова силой дивною полны И приносят счастье всем. Будь же счастлив ты в пути!. |